# 瑟曼 (印第安納州)
瑟曼（英語：Thurman）是位於美國印地安納州艾倫縣的一個非建制地區。該地的面積和人口皆未知。

## 地理
瑟曼的座標為41°07′12″N 85°00′15″W / 41.12000°N 85.00417°W，而該地的平均海拔高度為232米（即761英尺）。